# First Applied Material
Hangzhou First Applied Material Company Limited — китайская фотоэлектрическая компания, один из крупнейших в мире производителей клейкой ЭВА-плёнки и задних панелей для солнечной энергетики. Штаб-квартира расположена в Ханчжоу. Контрольный пакет акций компании принадлежит Линь Цзяньхуа, который входит в число богатейших людей Китая. 

## История
В 1994 году команда Линь Цзяньхуа разработала специальную плёнку. В 2003 году Линь Цзяньхуа вместе с женой основали в Ханчжоу компанию First Hot Melt Adhesive Film, которая начала производить ЭВА-плёнку для солнечных панелей. В 2009 году компания была переименована в First PV Material и начала выпускать задние солнечные панели. В сентябре 2014 года компания вышла на Шанхайскую фондовую биржу, в 2015 году начала выпуск новых материалов, в том числе светочувствительной плёнки, алюминиевой ламинированной плёнки и гибкого медного ламината.
В 2016 году были основаны дочерняя компания First Material Science (Таиланд) и научно-исследовательский институт First Advanced Material (Чжэцзян). В марте 2017 года компания сменила название на Hangzhou First Applied Material.

## Деятельность
Предприятия First Applied Material Company производят ЭВА-плёнки, ПО-плёнки и задние панели для солнечных модулей; сухие светочувствительные плёнки и гибкий медный ламинат; материалы для электронной промышленности (в том числе алюминиевые ламинированные плёнки и кремниевые материалы для светодиодов); клейкие текстильные материалы.
По итогам 2021 года основные продажи пришлись на фотоэлектрические плёнки (82 %), электронные материалы (5,9 %), фотоэлектрические задние панели (5,8 %) и системы генерации солнечной энергии (0,6 %). На рынок Китая пришлось 82,1 % продаж, на зарубежные рынки — 17,9 %.

### Структура
В состав First Applied Material входят пять заводов, научно-исследовательский центр и другие дочерние структуры:
- Hangzhou First PV Material (Линьань)
- Suzhou First PV Material (Чаншу)
- First Material Science Thailand (Сирача)
- Zhejiang First Advanced Material R&D Institute (Линьань)
- Hangzhou First PV Power (Линьань)
- Jiangshan First New Energy Development (Цзяншань)

## Акционеры
Основными акционерами компании First Applied Material являются Линь Цзяньхуа и его семья (61,9 %), E Fund Management (4,79 %), GF Fund Management (2,37 %), Linan Tongde Industrial Investment (1,71 %), Penghua Fund Management (1,66 %), China Asset Management (1,05 %), China Southern Asset Management (0,82 %) и China Merchants Fund Management (0,69 %).